# تمزلج

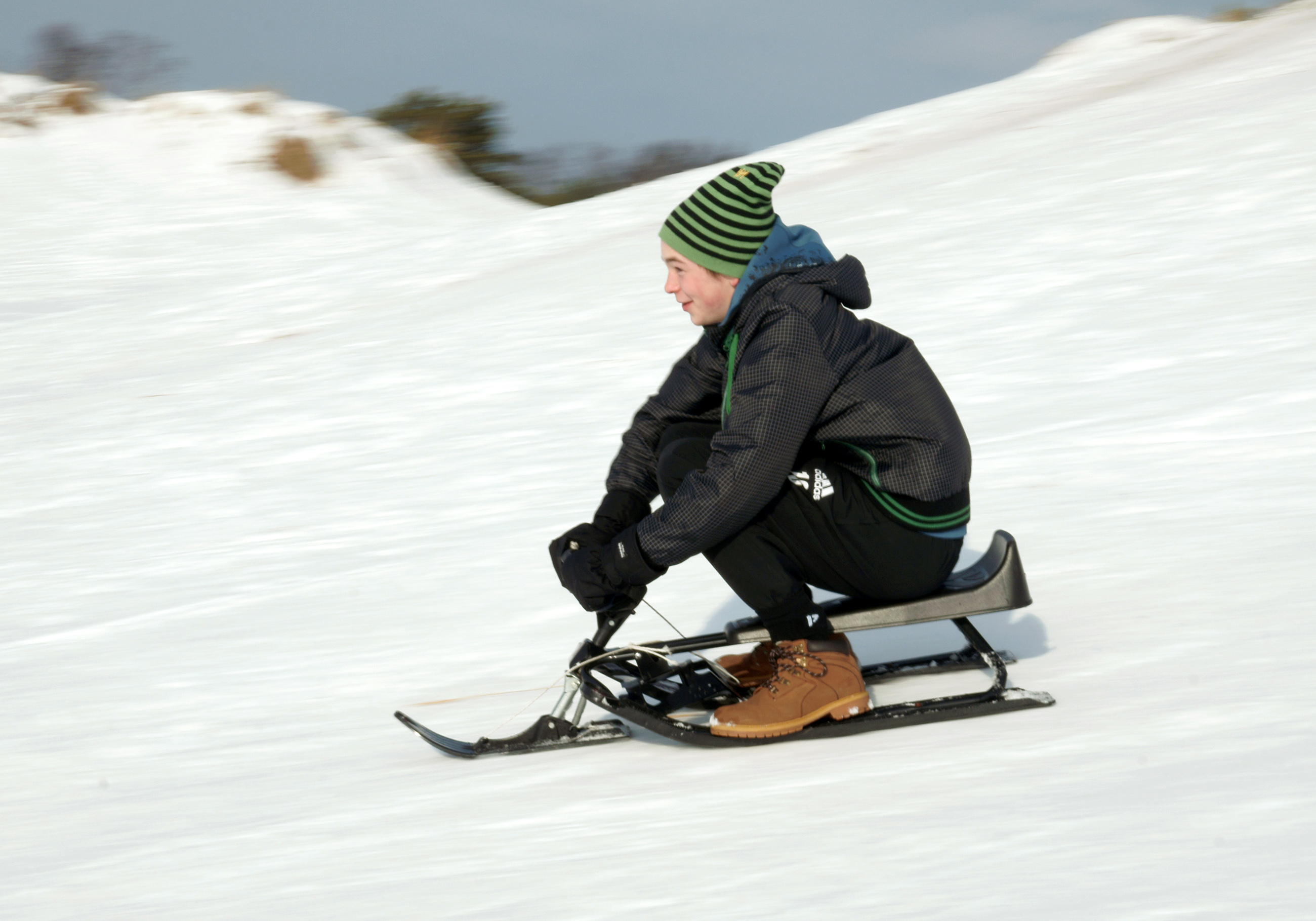
تمزلج في فنلندة

التمزلج هي رياضة شتوية تُجرى عادةً في وضعية الانبطاح أو الجلوس على مركبة تُعرف عمومًا باسم المزلجة أو الزلاجة. إنها أساس ثلاث رياضات أولمبية: الزحافات، والزلاجات الصدرية، والزلاجة الجماعية. أما عند ممارسته على الرمال فتُعرف بأنها شكل من أشكال التزلج على الرمال. تستخدم المزلاجات في روسيا للأنشطة البحرية مثل ذلك صيد الأسماك والتنقل من جزيرة إلى أخرى على الجليد.